# Castello della Manta
Castello della Manta – zamek w gminie Manta w regionie Piemont w północnych Włoszech wzniesiony w XII wieku. W Castello della Manta znajduje się wiele oryginalnych gotyckich malowideł i fresków.